# Antiochia in Pisidia

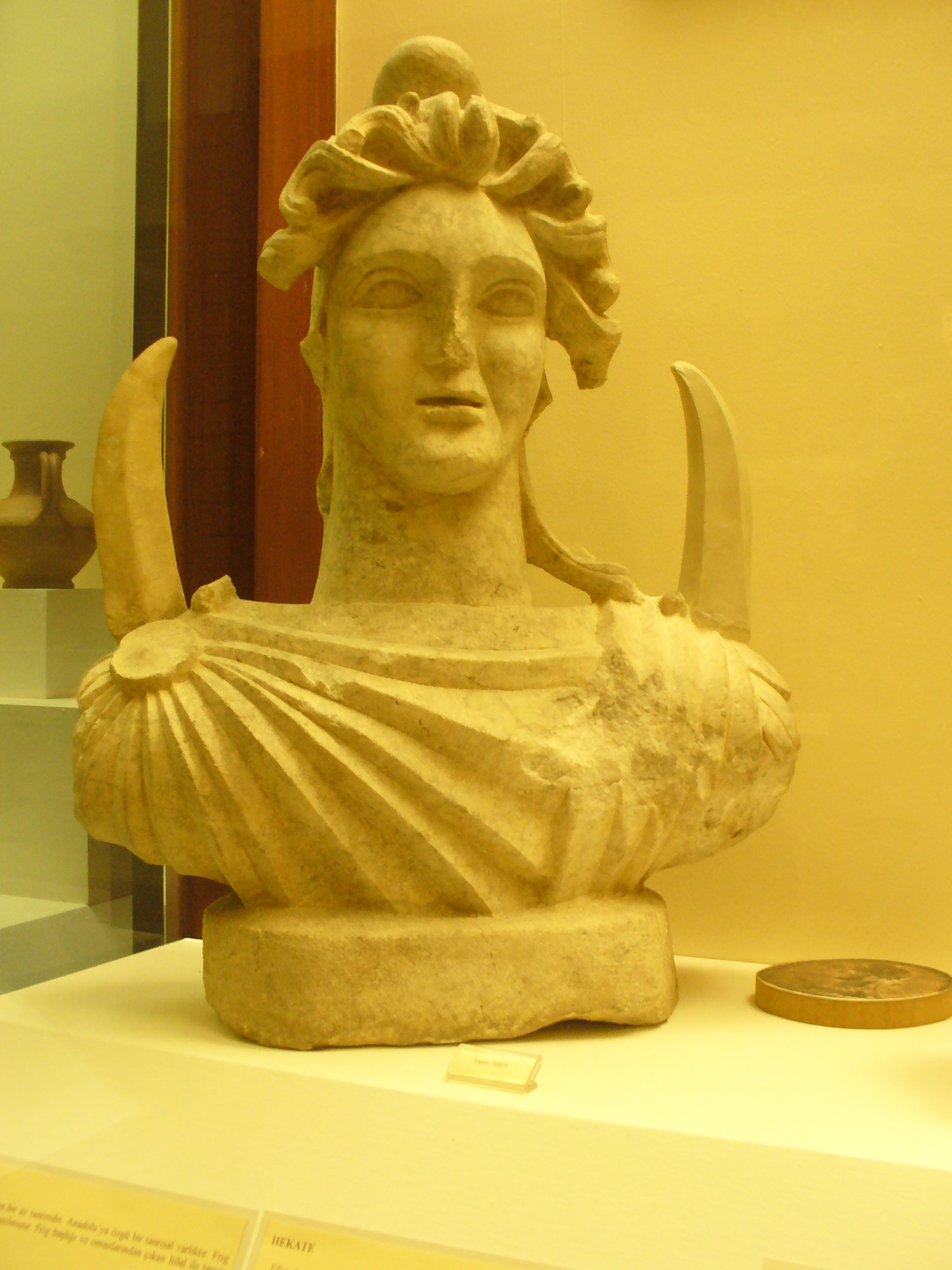
Maangod Men

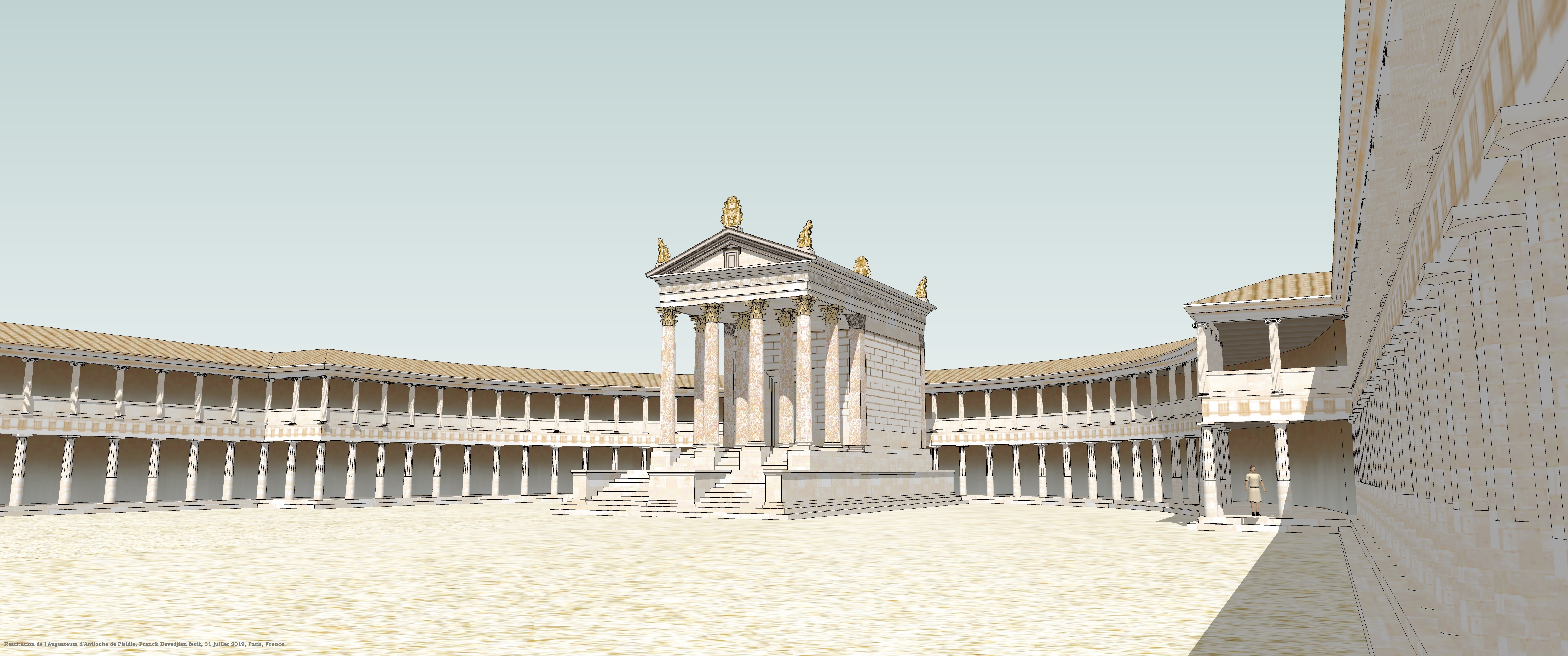
Augusteum (reconstructie)

Antiochia (Caesarea) in Pisidia (4e eeuw v.Chr. – 8e eeuw n.Chr.) was een Griekse, Romeinse en Byzantijnse stad in het hoogland van Anatolië, vandaag Turkije. Het is gelegen in het district Yalvaç. Het was de hoofdstad van de Romeinse en Byzantijnse provincie Pisidië.
Deze stad Antiochië mag niet verward worden met het ‘Grote Antiochië’ of Antiochië aan de rivier Orontes in Syrië.

## Historiek
Seleucus I Nicator stichtte de stad in de 3e eeuw v.Chr. Antiochië werd genoemd naar zijn vader Antiochus tijdens de uitbouw van het Seleucidische Rijk. De bouwwerken verliepen in de jaren 281 – 261 v.Chr, dus ook na de dood van Seleucus. De stad had een strategisch belang omdat zij aan de grens met Phrygië lag en ten zuiden van het dorp Ipsos, bekend om de Slag bij Ipsos. Bovendien was de streek erg vruchtbaar voor landbouw omwille van zuidelijk aflopende hellingen in het Anatolisch bergland. Grieken uit de streek van Magnisia waren de eerste kolonisten in de uitbouw van deze Helleense stad. De cultus van de (mannelijke) maangod Men – in het Latijn Mensis – kende er een bloei. Drie kilometer ringmuren verdedigden de stad.
Na een korte periode in handen van Pergamon (2e eeuw v.Chr.) lijfden de Romeinen Antiochië in. Antiochië werd de hoofdplaats van de provincie Pisidia of Pisidië, vandaar de bijnaam van de stad. Door de aanwezigheid van Romeinse kolonisten veranderde de naam van de stad in Antiochia Caesarea in Pisidia. De Romeinen gaven de naam Cardo Maximumus aan de hoofdstraat; deze straat begon aan de westelijke poort van de stad en waaierde uit in kleinere straten. De Romeinen en nadien de Byzantijnen bouwden de ringmuren belangrijk uit. De Romeinen bouwden er een tempel ter ere van keizer Augustus; dit werd het Augusteum genoemd. Het Forum van Tiberius was een groot plein in de stad; hier stonden de winkels en was er een zuilengalerij. De Romeinen bouwden tevens een badhuis en een theater. Ten noorden van de stad waren er aquaducten die water uit het bergland aanbrachten; resten hiervan bestaan nog steeds.
De apostel Paulus kwam aan in deze stad in de 1e eeuw n.Chr, zoals in de Handelingen der apostelen beschreven is. Er was tijdelijk een christengemeente, niet te verwarren met dezen in Antiochië ad Orontes.
Vanaf de 4e eeuw, met het Edict van Milaan, liet keizer Constantijn I het christendom toe in het Romeinse Rijk, ook in Antiochia ad Pisidiam. De Sint-Pauluskerk werd gebouwd boven op de synagoge van Antiochië. Aan het eind van de 4e eeuw was Antiochia ad Pisidium een bisdom; in de 5e eeuw een aartsbisdom. De Byzantijnen bouwden nog andere kerken in de stad.
In de loop van de 8e eeuw moest het Byzantijnse Rijk de strijd om Antiochië opgeven. De stad kwam in handen van de Abbasiden.

## Titulair aartsbisdom
Sinds de 19e eeuw verleent de Rooms-Katholieke Kerk de titel van aartsbisschop van Antiochia in Pisidia als eretitel.